# Мецано Пасоне ди Сопра (Лоди)
Мецано Пасоне ди Сопра је насеље у Италији у округу Лоди, региону Ломбардија.
Према процени из 2011. у насељу је живело 38 становника. Насеље се налази на надморској висини од 44 м.